# Blank Generation (песня)
Blank Generation (с англ. — «Пустое поколение») — песня, написанная американским панк-музыкантом и писателем Ричардом Хэллом и официально изданная в составе группы «Richard Hell & The Voidoids» в 1977 году, также исполнялась Хэллом в составе групп «Television» и «Heartbreakers» в середине семидесятых. Песня стала неформальным гимном «панк-поколения» 1970-х годов. Под впечатлением от песни «Blank Generation» была написана песня «Pretty Vacant» группы «Sex Pistols». Так же название «Blank Generation» было выбрано для одноимённой британской группы, игравшей в стиле oi.
«Blank Generation» стала заглавной песней одноимённого альбома группы «Richard Hell & The Voidoids» в сентябре 1977 года. В 1980 был снят музыкальный фильм под названием «Пустое поколение», где Ричард Хэлл исполнил главную роль и выступал со своими песнями в клубе «CBGB».

## История песни
Предположительно, песня создавалась Хэллом в начале 1970-х годов; название и аранжировка песни была придумана под влиянием записи Рода Мак-Кюэна «The Beat Generation» 1959 года. По другой версии, название могло быть навеяно песней группы The Who «My Generation» 1965 года, так как название песни фигурирует в новелле Хэлла «Пустоид», написанной им в 1973 году.
Слушатели ошибочно считали песню нигилистским гимном 1970-х. Однако сам Хэлл, утверждал, что «пустота» здесь обозначает не отсутствие чего-либо, а возможность выбора, «заполнения» этой пустоты тем, чем человек хочет.
Начальные строки песни:
I was sayin let me out of here before I was

even born—it’s such a gamble when you get a face

(Я говорил: "пустите меня отсюда!" ещё прежде чем родился -

получить лицо так рискованно)
взяты из двух сатирических стихотворений, которые Хэлл сочинил вместе с Томом Верленом и выпустил в книге Wanna Go Out? под псевдонимом «Тереза Стерн» (это реально существовавшая проститутка с наполовину пуэрто-риканскими, наполовину еврейскими корнями). Наиболее известные строки песни — это её припев:
I belong to the blank generation and I can take it or leave it each time

I belong to the _____ generation, and I can take it or leave it each time

(Я принадлежу к пустому поколению, и я всегда могу перенести это или забыть об этом

Я принадлежу к _____ поколению, и я всегда могу перенести это или забыть об этом).

## Исполнение и запись
Первое исполнение песни датируется 1974 годом: песня была исполнена Хэллом в составе группы «Television» в клубе «CBGB». Впоследствии, уже 30 лет спустя, Хэлл включил эту запись в сборник «Spurts: The Richard Hell Story». Песня неоднократно исполнялась «Television» в 1975 году, так как в то время это была единственная песня авторства Хэлла, исполняемая группой. Также известно, что демоверсия песни была записана Television в 1974 году на студии Брайана Ино, однако данная запись так и не была нигде опубликована.
Наибольшую известность песня получила уже в исполнении новой группы Хэлла — «The Heartbreakers». В 1975 году «Blank Generation» являлась одной из самых узнаваемых песен группы «Heartbreakers», незадолго до того, как была написана песня «Chinese Rocks», ставшая визитной карточкой группы. Существуют демозаписи песни в исполнении Heartbreakers 1975 и 1976 годов, а живое исполнение хита было дважды зафиксировано в сборниках группы «What Goes Around...» (1991) и «Live At Mothers» (1991).
Сольно впервые песня была исполнена Хэллом в 1976 году и выпущена на мини-альбоме «Another World», спродюсированном Терри Орком, тогдашним менеджером Хэлла.
Отдельным синглом песня вышла только в 1977 году, во время расцвета панк-рока и новой волны. Сингл был записан Хэллом в составе его новой группы «The Voidoids», а в записи принимали участие Марк Бэлл в качестве ударника и Роберт Куин в качестве соло-гитариста. Его атональное гитарное соло придавало более «припанкованное» звучание песне, сыгранной в музыкальном размере 6/8 (преимущественном для блюз-рока), сильно отличающееся от гитарного исполнения в песне Джонни Сандерса или Тома Верлена.
Песня стала одним из саундтреков к кинофильму «Клуб «CBGB»» в 2013 году. Также в 1980 году был снят одноименный музыкальный фильм «Blank Generation», где песня исполняется Ричардом Хэллом в составе собственной группы.

## В записи участвовали
Участники записи 1976 и 1977 года:
- Ричард Хэлл — вокал, бас-гитара
- Айван Джулиан — ритм-гитара, бэк-вокал
- Роберт Куин — соло-гитара, бэк-вокал
- Марк Бэлл — ударные

## Изданные версии

### Ричард Хэлл
- «Another World» (EP) (1976, Ork Records)
- «Time» (2002, Matador) (записано в 1977 году)
- «Spurts: The Richard Hell Story» (2005, Rhino Records) (записано с Television в 1974 году)

### Richard Hell & The Voidoids
- «Blank Generation» (альбом) (1977, Sire Records)
- «Blank Generation» (Single) (1977, Sire Records)

### The Heartbreakers
- «What Goes Around» (1991, BOMP!) (записано в 1975 году)
- «Live At Mothers» (1991, Fan Club, Франция) (записано в 1976 году)

### Television
- «Double Exposure» (1988, Television) (записано в 1975 году)

## Кавер-версии
- Марки Рамон и «The Intruders» — «Blank Generation»[9] (1997)
- Hellbillys — «Blank Generation» (2001)
- Osaka Popstar — «Blank Generation»[10] (2006)
- Andrew Sacher — «Blank Generation»[11] (2010)
- Глен Мэтлок — «Blank Generation»[12] (2014)